# 授刀舍人寮
授刀舍人寮（日語：/）是公元8世紀日本奈良時代時負責管轄武官授刀舍人的官署（令外官）。又被稱作授刀寮、帶劍寮。「寮」的名稱來源於管轄類似的舍人的左右大舍人寮與左右兵衛府（相當於大寮）。

## 概要
授刀舍人寮於元明天皇即位後的慶雲四年（公元707年）七月隨即設立，目的可能是為了鞏固當時被確立為太子的首皇子（後來的聖武天皇）的地位。
養老四年（公元720年）八月藤原不比等去世後新田部親王被任命為「知五衛及授刀舍人事」，養老六年（公元722年）二月，從三位的藤原房前成為授刀寮的長官。這些重臣擔任授刀舍人寮長官的案例側面說明了授刀舍人寮被看作是宮廷內的武裝力量而受到重視。房前上臺後隨即上書天皇建議廢止朝臣佩戴位袋的規定，同年朝廷即廢止了該規定，通過此事授刀寮開始參與對官員服裝與宮中禮儀的管理。除此之外，還有以下案例：
1. 神龜四年（公元727年）正月，授刀寮將懈於守衛的侍從侍衛關禁閉。[11]
2. 同年九月，天皇在添上郡附近的山村遊獵時，一隻鹿逃到了百姓的家中，隨後被百姓屠宰後分食。授刀寮隨即逮捕了該戶十數人，並將他們監禁。[12]

以上案例說明了授刀寮同時擁有類似警察一樣的身份，可以拘禁任何違反宮廷紀律的人。
如前文所述，藤原氏與該授刀寮的關係也十分緊密，藤原房前擔任其長官授刀頭便是最得力的證明。
下屬的官員有：長官、助、醫師、兵衛、衛士等。
神龜五年（公元728年）七月，授刀寮改制成為中衛府，而從屬於授刀寮的授刀舍人也轉任成為了中衛舍人。

## 脚注
1. 1 2